# Louis Martin (nuotatore)
Louis Martin (Lilla, 22 aprile 1875 – La Courneuve, 2 aprile 1957) è stato un pallanuotista e nuotatore francese.

## Biografia
Partecipò alle gare di nuoto e di pallanuoto della II Olimpiade di Parigi del 1900.
Vinse tre medaglie di bronzo; una nei 4000m stile libero (con il tempo di 1:13'08"4), una nei 200m stile libero per squadre con la Pupilles de Neptune de Lille (con un punteggio totale di 61) e una nella pallanuoto maschile, sempre con la stessa squadra, dopo aver perso 10-1 contro i britannici del Osborne Swimming Club, vincitori poi della medaglia d'oro.
Ha partecipato nella stessa edizione anche alle gare di nuoto dei 200m stile libero, classificandosi nono, dei 1000m stile libero, classificandosi quinto.

## Palmarès

### Nuoto
- Bronzo ai Giochi olimpici di Parigi 1900 nei 200m stile libero per squadre
- Bronzo ai Giochi olimpici di Parigi 1900 nei 4000m stile libero

### Pallanuoto
- Bronzo ai Giochi olimpici di Parigi 1900